# Yuezhi
Les Yuezhi (du chinois : 月氏 ; pinyin : yuèzhī ; Wade : Yüeh-chih) sont un ancien peuple, mentionné pour la première fois dans les chroniques chinoises, comme des pasteurs nomades vivant dans les prairies de la partie occidentale de la province chinoise moderne du Gansu, au cours du 1er millénaire avant JC. Après une défaite majeure face aux Xiongnu en 176 av. J.-C., les Yuezhi se divisent en deux groupes migrant dans des directions différentes : les Grands Yuezhi et les Petits Yuezhi.
Les Grands Yuezhi migrent vers le nord-ouest dans la vallée d'Ili (aux frontières modernes de la Chine et du Kazakhstan), où ils auraient repoussé les Sakas. Ils sont chassés de la vallée d'Ili par les Wusun et migrent vers le sud jusqu'à la Sogdiane, avant de s'installer plus tard en Bactriane. Les Grands Yuezhi sont généralement identifiés avec des peuples mentionnés dans les sources européennes classiques comme ayant envahi le royaume gréco-bactrien, comme les Tókharoi et les Asii. Au cours du Ier siècle av. J.-C., l'une des cinq principales ethnie Yuezhi de Bactriane, les Kushanas, commence à submerger les royaumes voisins. L'empire kouchan qui suit, à son apogée au IIIe siècle, s'étend de Tourfan dans le bassin du Tarim au nord jusqu'à Pataliputra dans la plaine du Gange en Inde au sud. Les Kushanas jouent un rôle important dans le développement du commerce sur la route de la soie et dans l'introduction du bouddhisme en Chine.
Les petits Yuezhi migrent vers le sud jusqu'au bord du plateau tibétain. Certains se seraient installés parmi le peuple Qiang au Qinghai et seraient impliqués dans la rébellion de la province de Liang (184-221 après J.-C.) contre la dynastie des Han de l'Est. On dit qu'un autre groupe de Yuezhi fonde la cité-État de Cumuḍa (aujourd'hui connue sous le nom de Kumul et Hami) dans l'est du Tarim. Un quatrième groupe de Petits Yuezhi pourrait avoir fait partie du peuple Jie du Shanxi, qui établit l'État de Zhao postérieur au IVe siècle.
De nombreux chercheurs pensent que les Yuezhi sont un peuple indo-européen. Bien que certains chercheurs les aient associés à des artefacts de cultures éteintes du bassin du Tarim, tels que les momies du Tarim et les textes enregistrant les langues tokhariennes, il n'existe aucune preuve d'un tel lien.

## Histoire

### Premières mentions

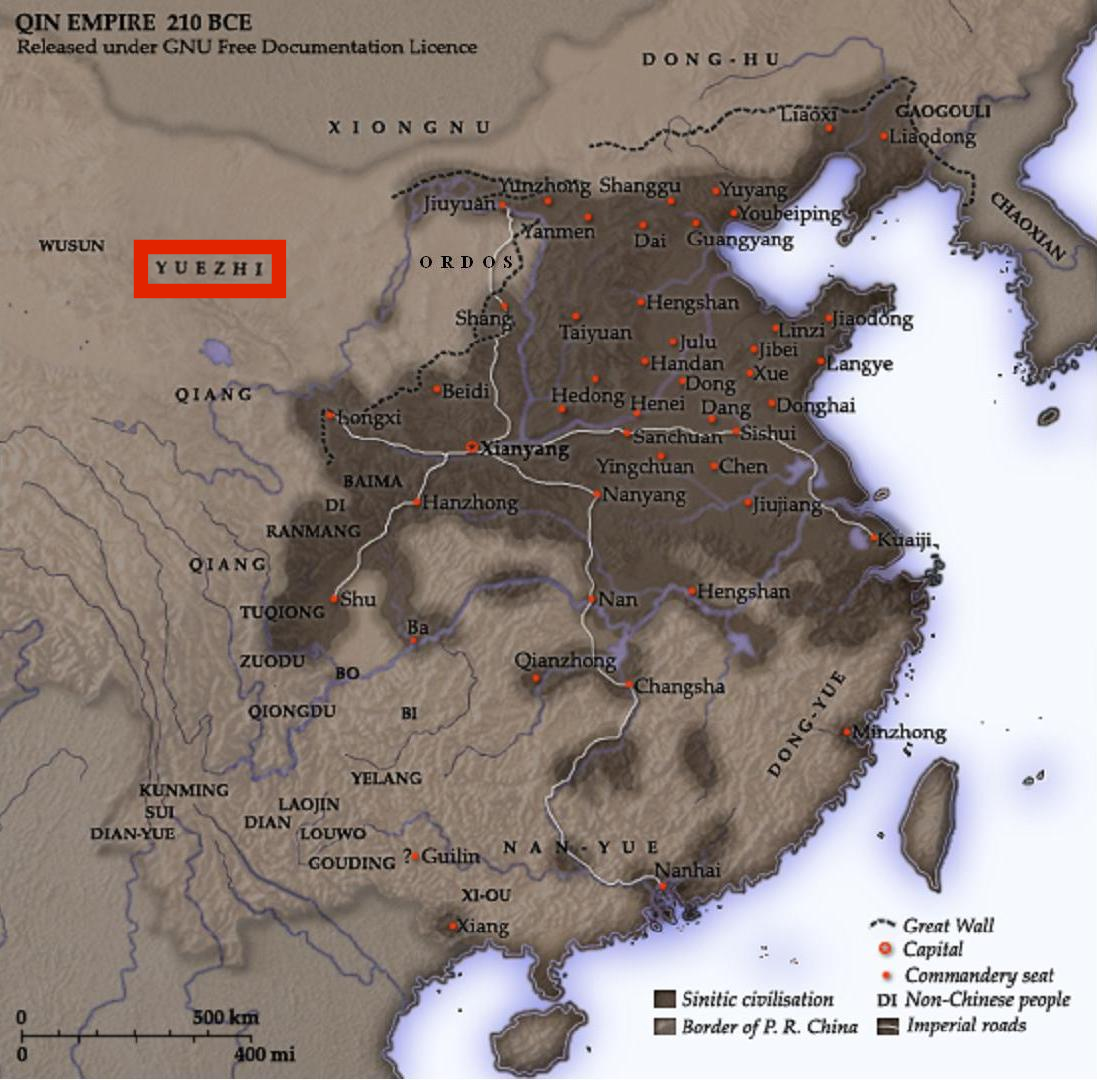
Vers 210 av. J.-C., les Yuezhi résidaient au nord-ouest de la Chine Qin.

Trois textes pré-Han mentionnent des peuples qui semblent être les Yuezhi, bien que sous des noms légèrement différents.
Le traité philosophique Guanzi mentionne des pasteurs nomades connus sous le nom de Yúzhī ou Niúzhī qui fournissent du jade aux Chinois,. L'exportation de jade du bassin du Tarim, depuis au moins la fin du IIe millénaire av. J.-C., est bien documentée archéologiquement.
Le roman épique Mu Tianzi Zhuan mentionne également une plaine de Yúzhī  au nord-ouest des terres Zhou.
Le chapitre 59 du Yi Zhou Shu fait référence à un peuple Yúzhī vivant au nord-ouest du domaine Zhou et offrant des chevaux en guise de tribut. Un supplément tardif contient le nom Yuèdī, qui pourrait être une faute d'orthographe du nom Yuèzhī trouvé dans des textes ultérieurs.
Au Ier siècle av. J.-C., Sima Qian décrit comment la dynastie Qin achète du jade et des chevaux militaires de grande valeur à un peuple que Sima Qian appelait les Wūzhī, dirigé par un homme nommé Luo. Les Wūzhī échangent ces marchandises contre de la soie chinoise, qu'ils vendent ensuite à d'autres voisins,. Il s'agit probablement de la première référence aux Yuezhi comme pivot du commerce sur la route de la soie.

### Récit de Zhang Qian

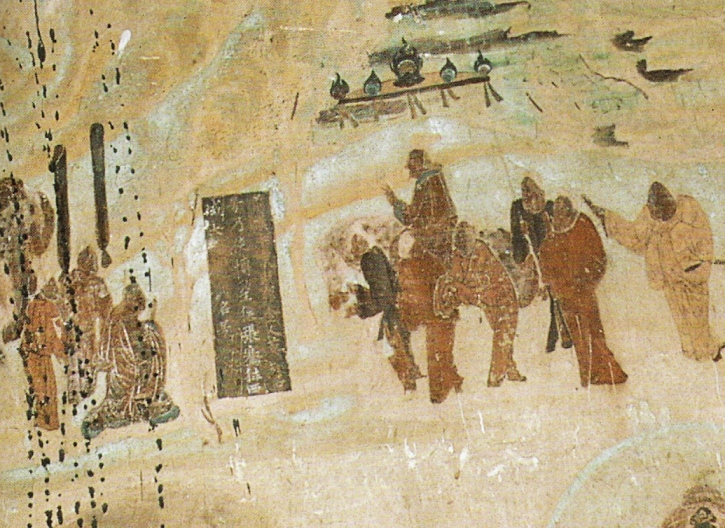
Une peinture murale ultérieure (vers 618 après J.-C.) provenant des grottes de Mogao, représentant la mission chinoise de Zhang Qian auprès des Yuezhi en 126 av. J.-C.

Le premier récit détaillé des Yuezhi se trouve dans le chapitre 123 du Shiji de Sima Qian, décrivant une mission de Zhang Qian à la fin du IIe siècle av. J.-C. Essentiellement le même texte apparaît dans le chapitre 61 du Livre des Han, bien que Sima Qian ait ajouté des mots et des phrases occasionnels pour clarifier le sens.
Les deux textes utilisent le nom Yuèzhī, composé de caractères signifiant respectivement « lune » et « clan ». Plusieurs romanisations différentes de ce nom en langue chinoise sont apparues dans la presse. L'iranologue HW Bailey préférait Üe-ṭşi. Une autre prononciation chinoise moderne du nom est Ròuzhī, basée sur la thèse selon laquelle le caractère 月 dans le nom est une erreur de copiste pour 肉; cependant Thierry considère cette thèse comme « complètement fausse ».

### Yuezhi et Xiongnu

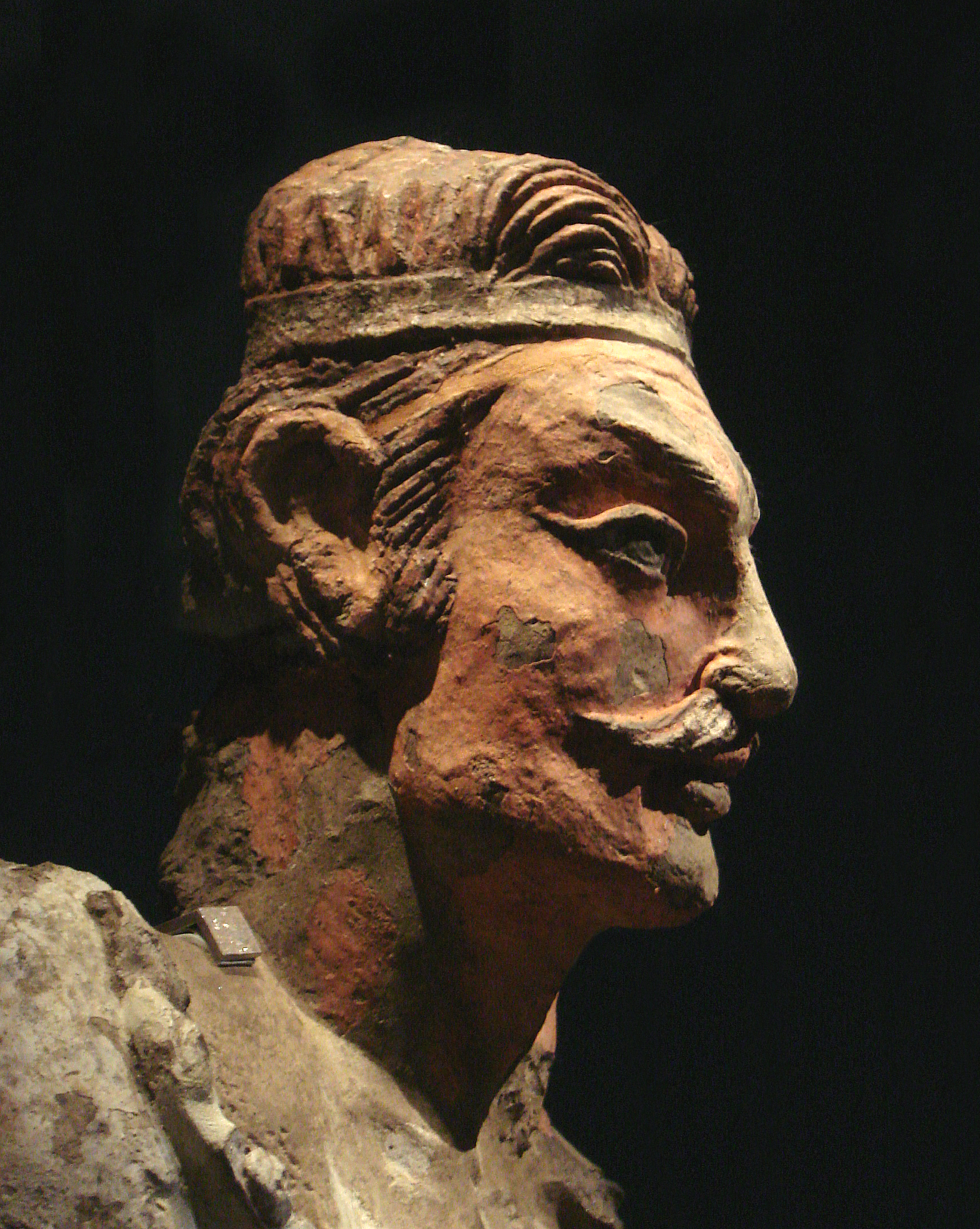
Représentation d'un prince Yuezhi au Ier siècle.

La zone entre les monts Qilian et Dunhuang se trouve dans la partie occidentale de la province chinoise moderne du Gansu, mais aucun vestige archéologique des Yuezhi n'est retrouvé. Certains chercheurs suggèrent que « Dunhuang » devrait être Dunhong, une montagne du Tian Shan, et que Qilian devrait être interprété comme un nom du Tian Shan. Ils déplacent la patrie d'origine des Yuezhi à 1 000 km plus au nord-ouest dans les prairies au nord du Tian Shan (dans la partie nord du Xinjiang moderne) ,. D'autres auteurs suggèrent que la zone identifiée par Sima Qian n'est que la zone centrale d'un empire englobant la partie occidentale de la plaine mongole, le cours supérieur du fleuve Jaune, le bassin du Tarim et peut-être une grande partie de l'Asie centrale, y compris les montagnes de l'Altaï, le site des sépultures Pazyryk du plateau d'Ukok.
Les Xiongnu, voisins des Yuezhi, se renforcent et déclarent la guerre aux Yuezhi. Selon les récits chinois, il y a eu au moins quatre guerres. La première guerre éclate sous le règne du monarque Xiongnu Touman (mort en 209 av. J.-C.) qui attaque soudainement les Yuezhi. Les Yuezhi veulent tuer Modu, le fils du roi Xiongnu que Touman gardait en otage, mais Modu leur vola un bon cheval et réussit à s'enfuir dans son pays. Il tue ensuite son père et devient le souverain des Xiongnu.
Peu avant 176 av. J.-C., menés par l'un des chefs tribaux de Modu, les Xiongnu envahissent le territoire de Yuezhi dans la région du Gansu et remportent une victoire écrasante,.
Vers 173 J.-C., les Wusun sont apparemment vaincus par les Yuezhi, qui tuent le roi Wusun  connu sous le nom de Nandoumi,.

### L'exode

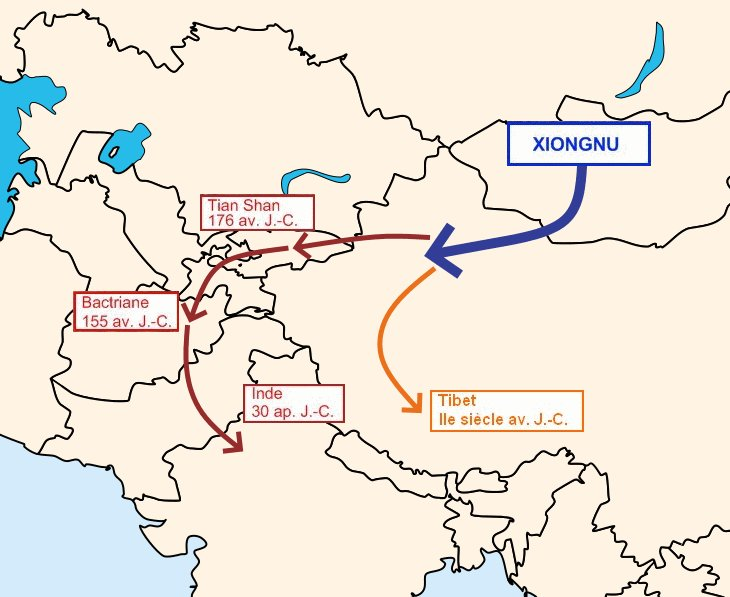
Migration des Petits et Grands Yuezhi entre le et le Ier siècle apr. J.-C.

Après leur défaite face aux Xiongnu, les Yuezhi se divisent en deux groupes. Les Petits Yuezhi se déplacent vers les « montagnes du sud », considérées comme les monts Qilian, au bord du plateau tibétain, pour vivre avec les Qiang.
Les Grands Yuezhi commencent à migrer vers le nord-ouest vers 165 av. J.-C., s'installant d'abord dans la vallée d'Ili, immédiatement au nord des montagnes Tian Shan, où ils repoussent les Sai (Sakas).

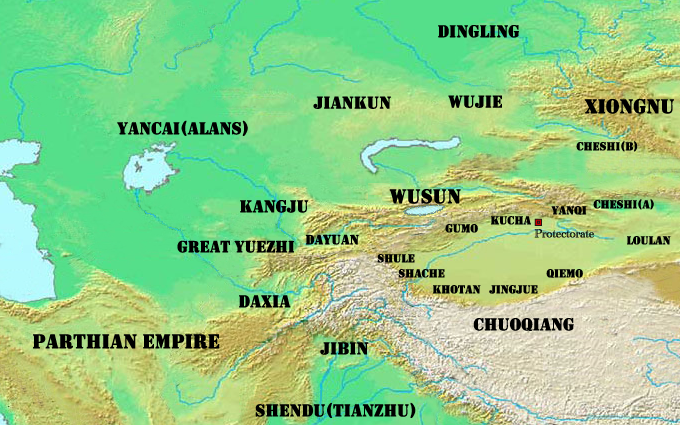
Carte des différents royaumes au

En 132 av. J.-C., les Wusun, alliés aux Xiongnu, réussissent à déloger les Yuezhi de la vallée d'Ili, les forçant à se déplacer vers le sud-ouest. Les Yuezhi traversent la civilisation urbaine voisine de Dayuan (dans le Ferghana) et s'installent sur la rive nord de l'Oxus, dans la région du nord de la Bactriane, ou Transoxiane (Tadjikistan et Ouzbékistan actuels).

### Interactions avec les Han
Les Yuezhi reçoivent la mission chinoise, dirigée par Zhang Qian en 126 av. J.-C.. Il cherche à établir une alliance contre les Xiongnu. Sa demande d'alliance est refusée par les Yuezhi. Zhang Qian écrit un compte rendu détaillé dans le Shiji, qui donne un aperçu considérable de la situation en Asie centrale à l'époque.
Zhang Qian a également décrit les vestiges du royaume gréco-bactrien de l'autre côté de la rivière Oxus (Gui chinois) comme un certain nombre de cités-États autonomes sous la suzeraineté de Yuezhi.
La mention suivante des Yuezhi dans les sources chinoises est relative au début du Ier siècle av. J.-C.. À cette époque, les Yuezhi sont décrits comme occupant toute la Bactriane, organisés en cinq tribus principales ou xīhóu. Ces tribus sont connues des Chinois sous les noms suivants :
- Xiūmì (休密) dans le Wakhān occidental et le Zibak ;
- Guìshuāng (貴霜) dans le Badakhshan et les territoires limitrophes au nord de l'Oxus ;
- Shuangmí (雙靡) dans la région de Shughnan ou Chitral[22].
- Xīdùn (肸頓) dans la région de Balkh, et ;
- Dūmì (都密) dans la région de Termez[23].

Le chapitre 88 du Livre des Han postérieurs s'appuie sur un rapport de Ban Yong, basé sur les campagnes de son père Ban Chao à la fin du Ier siècle. Il rapporte que l'une des cinq tribus des Yuezhi, les Guishuang, parvient à prendre le contrôle de la confédération tribale.
Une annotation chinoise ultérieure dans le Shiji décrit les Kushans comme vivant dans la même région générale au nord de l'Inde, dans des villes de style gréco-romain et avec un artisanat sophistiqué. Les citations sont douteuses, car Wan Zhen n'a probablement jamais visité le royaume de Yuezhi par la route de la soie, bien qu'il ait pu recueillir ses informations dans les ports commerciaux du sud côtier.

### Kushana

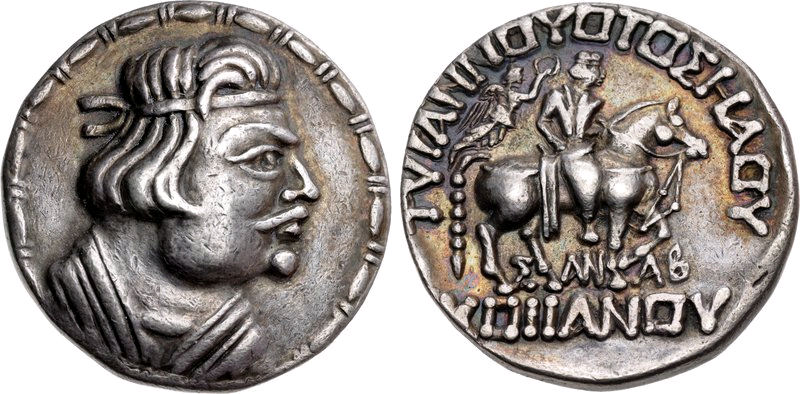
Le premier souverain kouchan autoproclamé, Heraios (1–30 après J.-C.), de style gréco-bactrien.

Les Kushana, originaires d'un clan dynastique Yuezhi, établissent le contrôle sur plusieurs régions indo-grecques,,.

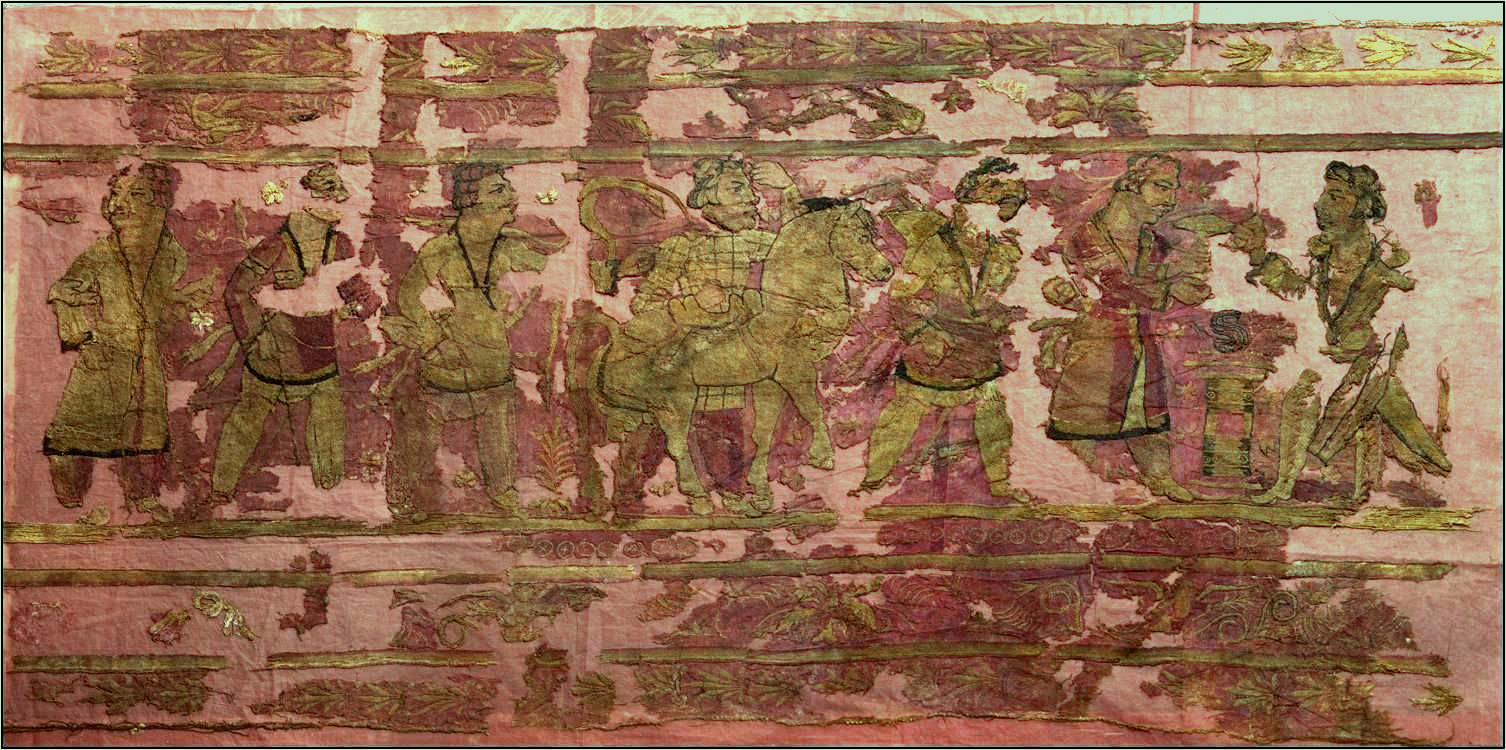
Tapis de Noin-Ula représentant une délégation aristocratique Yuezhi.

Les Yuezhi installés en Bactriane s'hellénisent dans une certaine mesure, comme le montre leur adoption de l'alphabet grec et certaines pièces de monnaie restantes, frappées dans le style des rois gréco-bactriens, avec le texte en grec.
Selon Sergey Yatsenko, les tapis aux scènes brodées vives découverts à Noin-Ula sont fabriqués par les Yuezhi en Bactriane et sont obtenus par les Xiongnu grâce à des échanges commerciaux ou à un paiement tributaire, car les Yuezhi sont peut-être restés tributaires des Xiongnu pendant longtemps après leur défaite.
Après cela, ils étendent leur contrôle sur la zone nord-ouest du sous-continent indien, fondant l'Empire Kushan, qui devait gouverner la région pendant plusieurs siècles,,.

## Références aux Petit Yuezhi

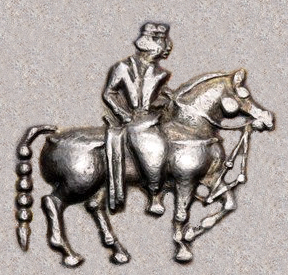
Cavalier Yuezhi sur le monnayage d'Héraios.

### Artefacts nomades

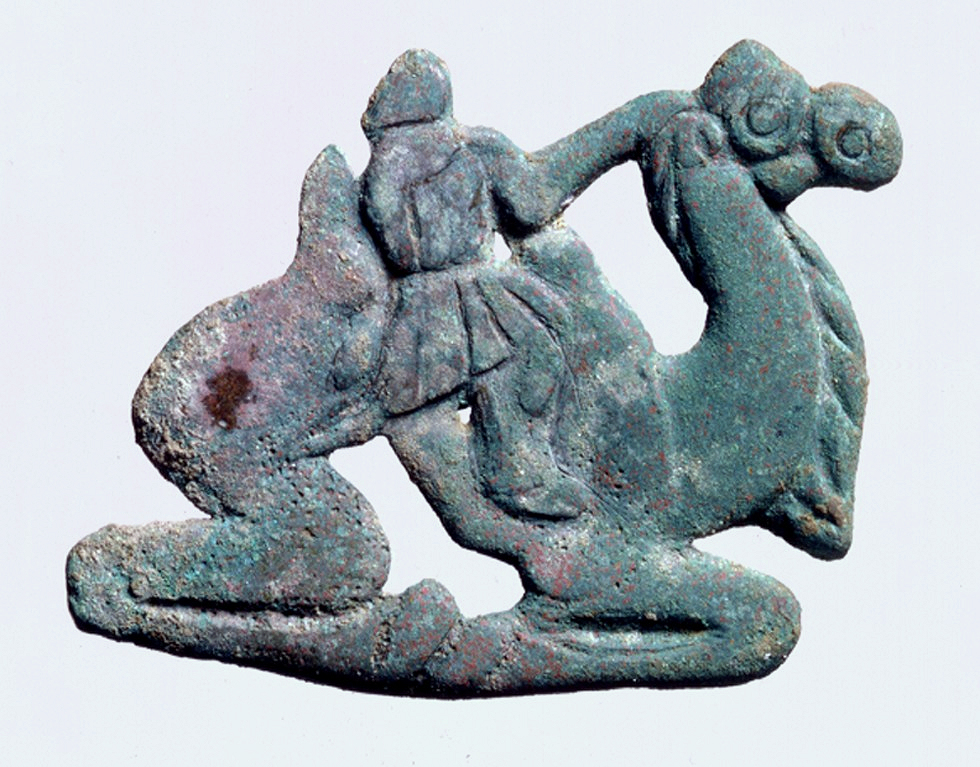
Personnage nomade, généralement doté d'un long nez, sur un chameau de Bactriane. Ningxia du Sud, IVe siècle av. J.-C.,
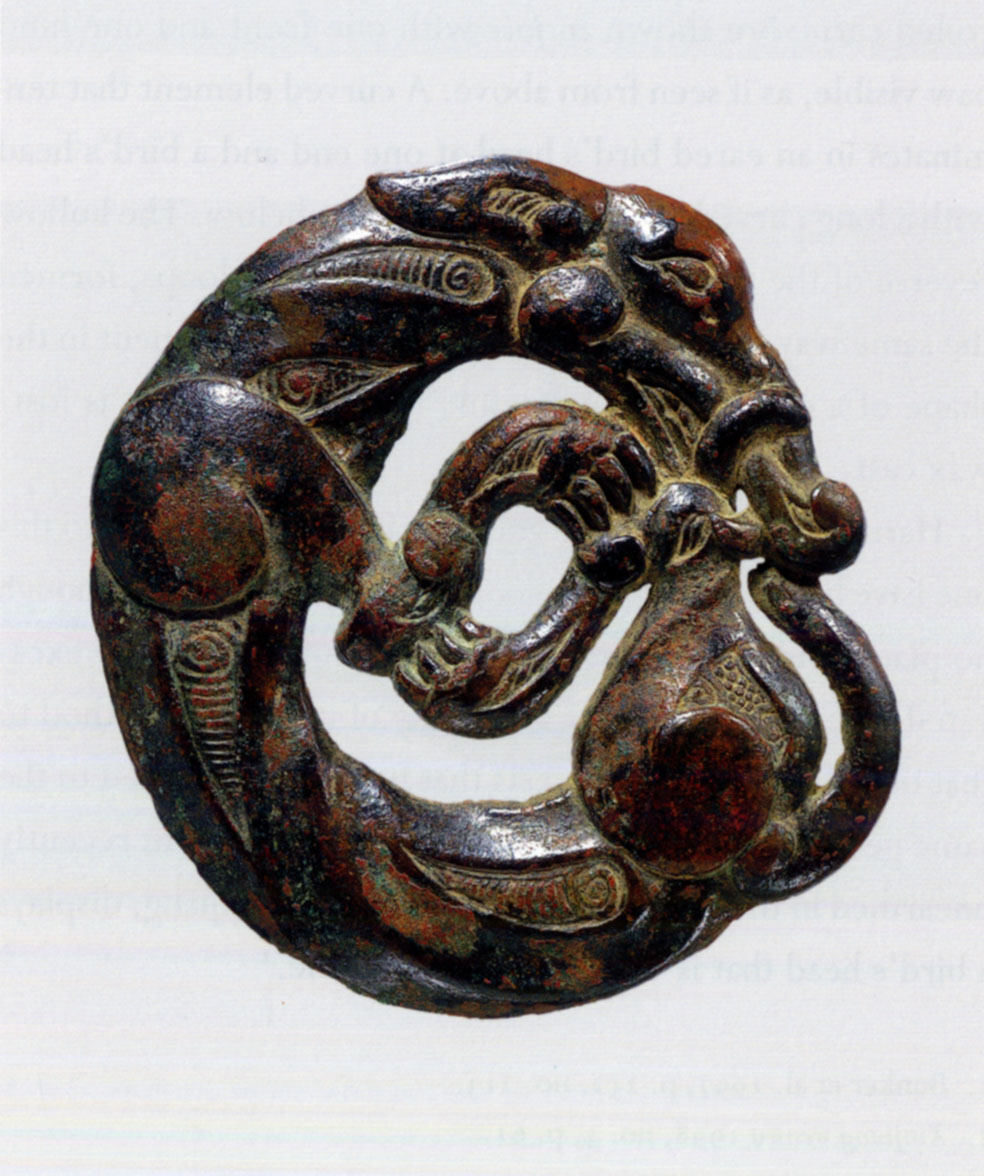
Ornement de harnais en forme de loup enroulé, caractéristique des artefacts nomades du sud du Ningxia et du sud-est du Gansu, Ve-IVe siècle av. J.-C.,
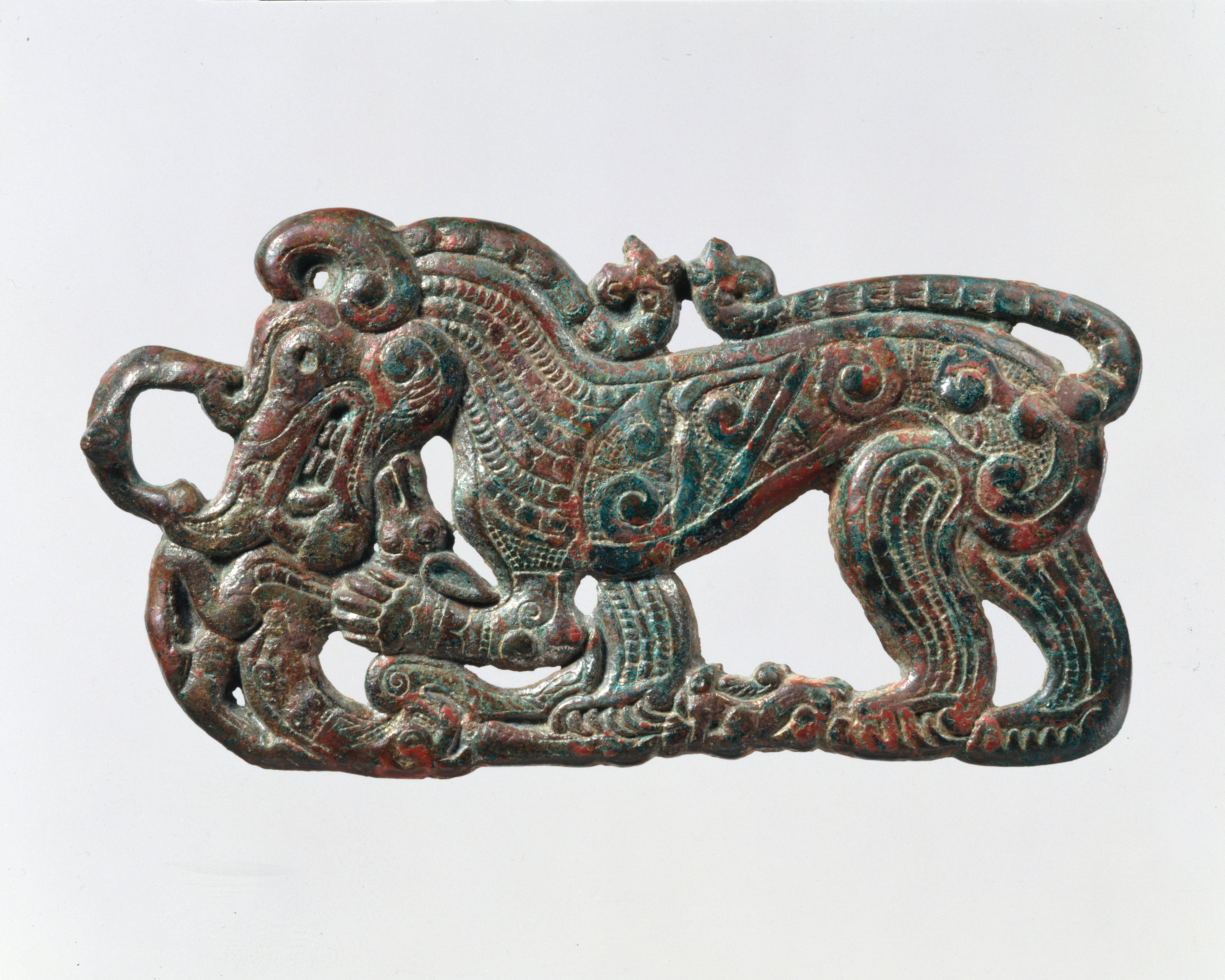
Plaque de ceinture en forme de loup debout, caractéristique des artefacts nomades du sud du Ningxia et du sud-est du Gansu, et liée aux styles scythes de Pazyryk. IVe siècle av. J.-C.,
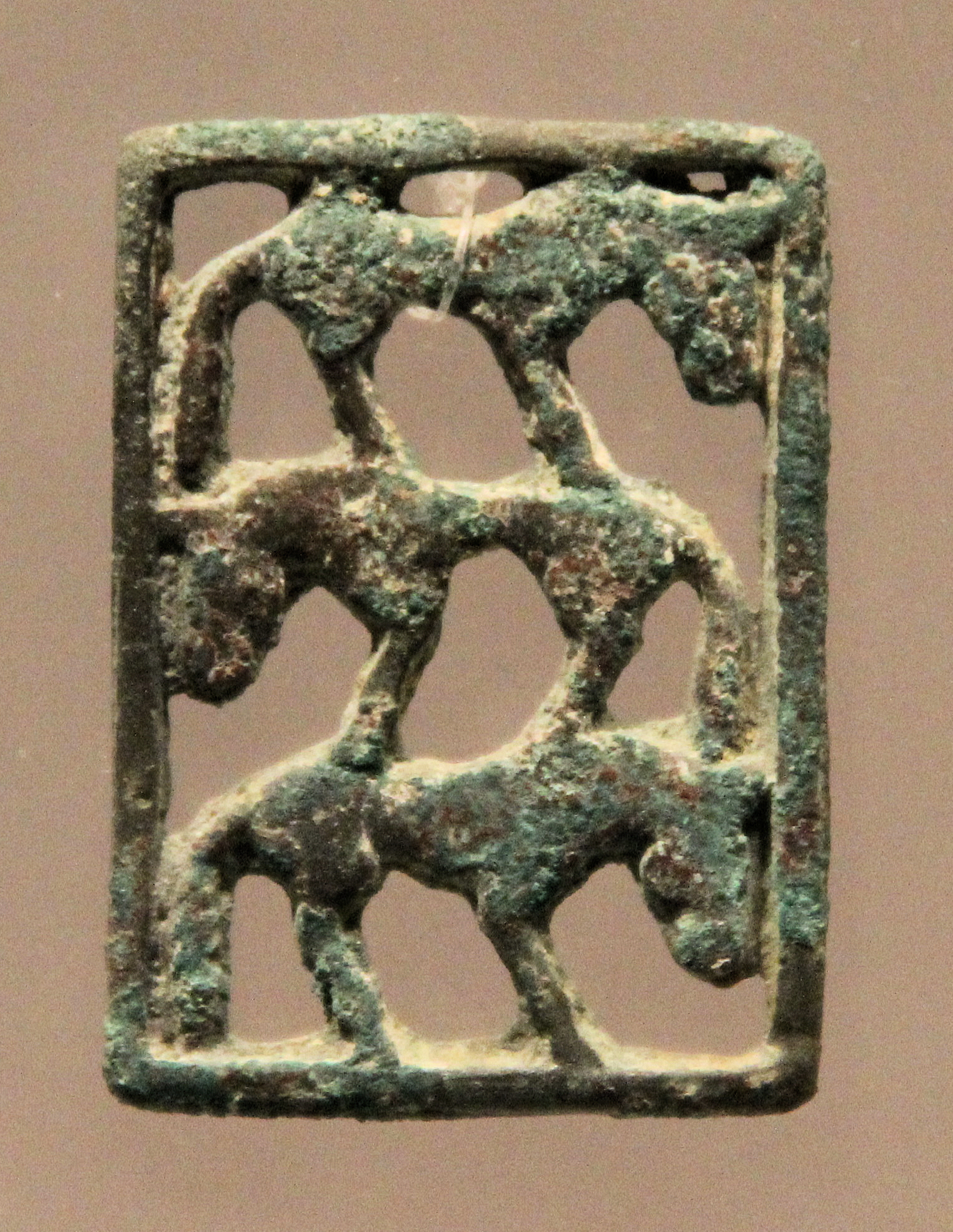
Ornement de cheval en bronze (culture Shajing 700-100 av. J.-C.)

### Culture de Shirenzigou

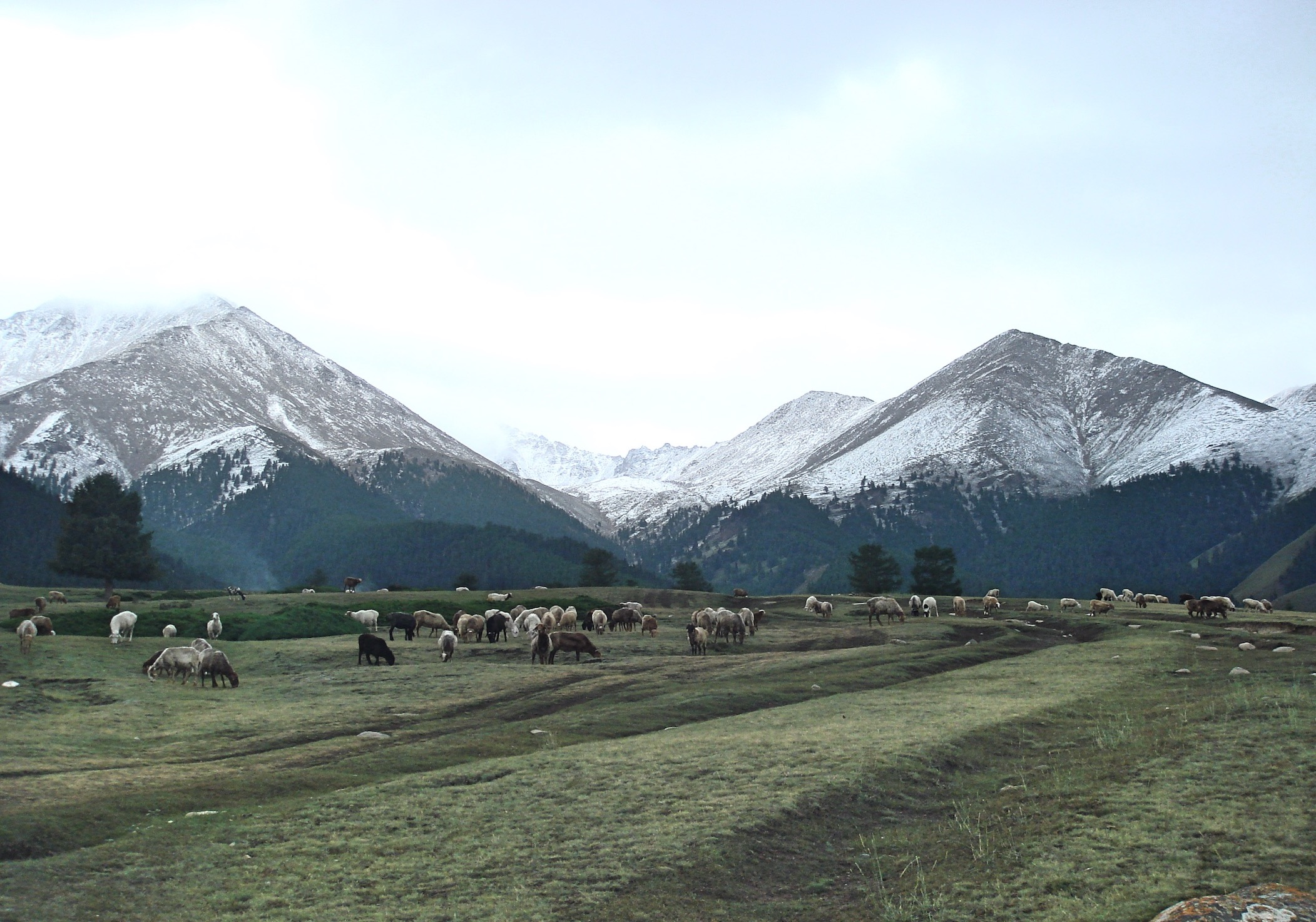
Environs du site archéologique de Shirenzigou dans le comté de Barkol.